# Dżummuah

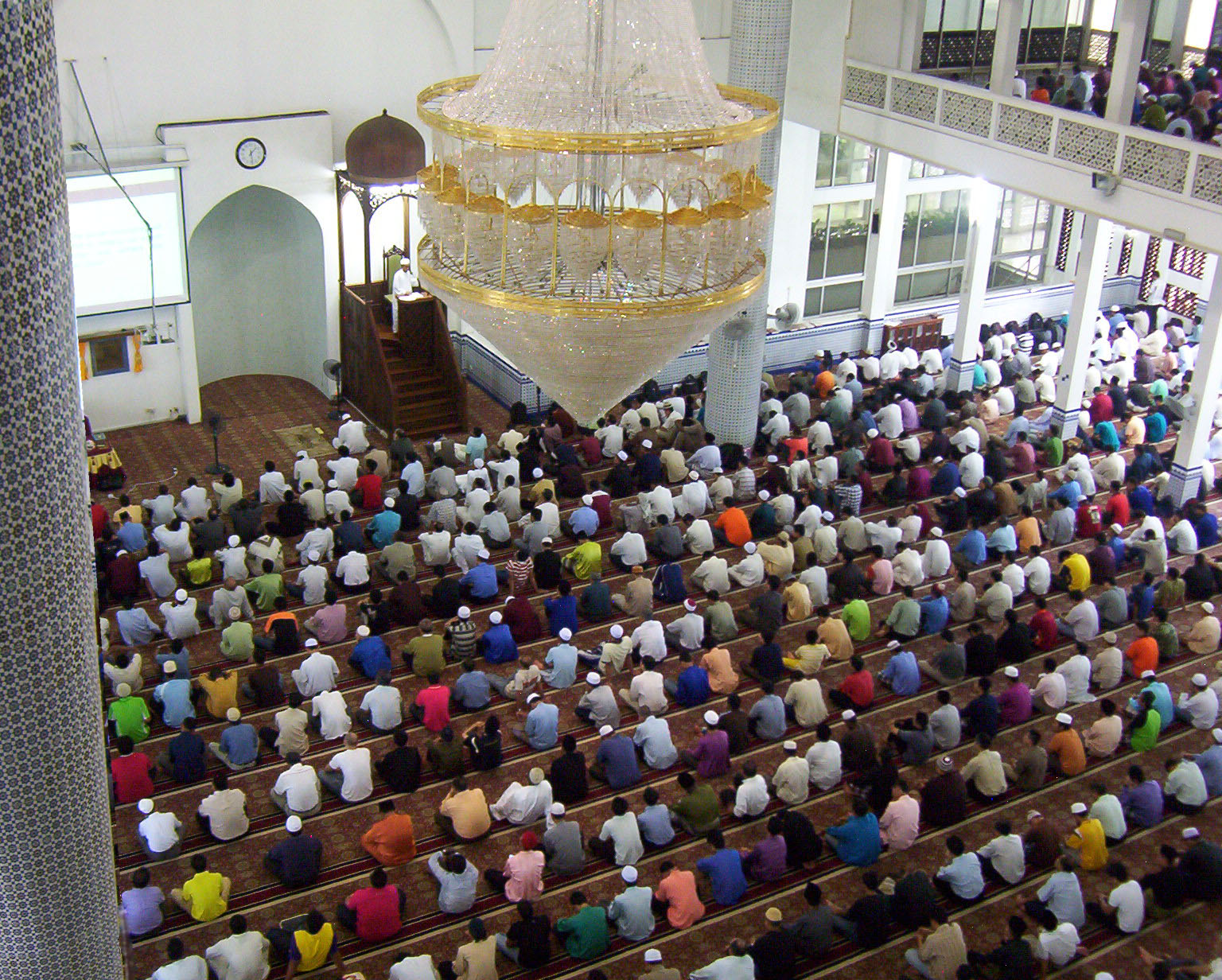
Modlitwa piątkowa na uniwersytecie w Malezji

Dżummuah (Jumu'ah) (arab. صلاة الجمعة salāt al-gum'ah, „Modlitwa Piątkowa”) – cotygodniowa obowiązkowa dla muzułmanów modlitwa grupowa odmawiana w każdy piątek w porze modlitwy Dhuhr, zastępując ją.
Składa się z dwóch raka'atów, które odmawia się za imamem po wygłoszeniu przez niego kazania (Chutba).
Koran nakłada na każdego muzułmanina obowiązek odmawiania tej modlitwy w grupie najlepiej w meczecie: „O wy, którzy wierzycie! Kiedy zostanie ogłoszone wezwanie do modlitwy – w Dniu Zgromadzenia spieszcie gorliwie wspominać Boga i pozostawcie wszelki handel! To będzie dla was lepsze, o, gdybyście mogli to wiedzieć!”
Prorok Muhammad powiedział: „Kto weźmie kąpiel, a następnie przyjdzie na dżumm’ah (modlitwę piątkową), następnie modli się tak jak zostało to zalecone, następnie w ciszy słucha, aż imam skończy kazanie, a następnie modli się z imamem, Allah wybaczy mu grzechy, które popełnił pomiędzy poprzednią dżumm’ah a bieżącą, oraz dodatkowo przez trzy dni po niej następujące, a kto dotyka (bawi się) kamieniami, ten popełnia niepotrzebną rzecz”. Tak relacjonował w swoich Hadisah imam Muslim.

## Etykieta modlitwy piątkowej
Przed udaniem się do meczetu na modlitwę piątkową należy się wykąpać, obciąć paznokcie, wyperfumować się (tylko mężczyźni) a po wykonaniu rytualnego oczyszczenia ghusl lub wudu założyć czyste ubranie. Nie jest zalecane przed modlitwą spożywanie czosnku, cebuli, palenie tytoniu. Należy umyć zęby. Po przyjściu do meczetu należy odmówić modlitwę składającą się z dwóch rakatów na powitanie meczetu a następnie w absolutnej ciszy wysłuchać kazania wygłaszanego przez imama. Po kazaniu należy odmówić za imamem modlitwę piątkową składającą się z dwóch rakatów a następnie zalecane jest odmówić dwa lub cztery rakaty sunny.